# 齊郡

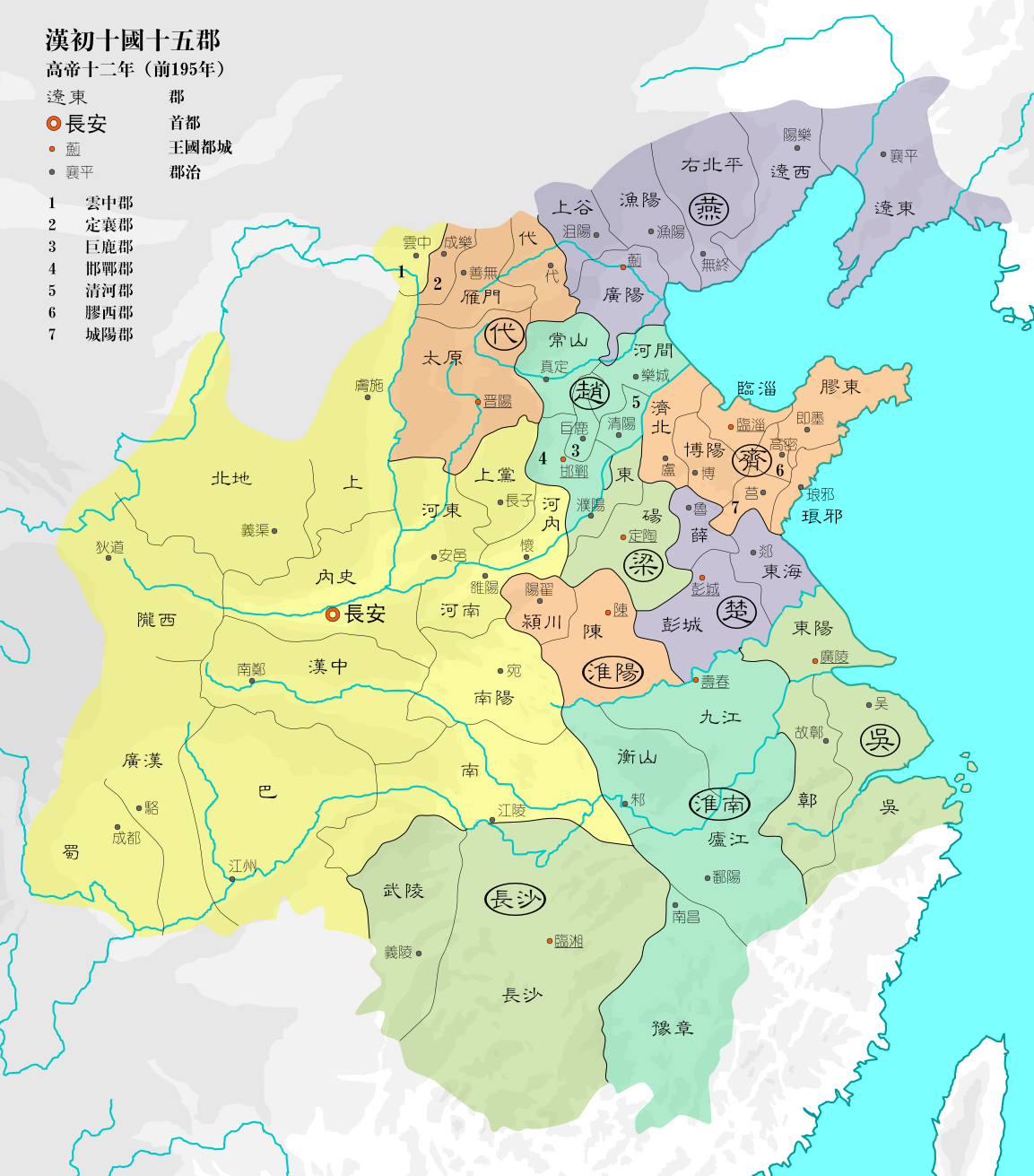
前195年，漢朝初期齊國所在的位置。

齊郡，又名齊國，中國古代郡、國名。秦始皇二十六年（前221年）滅齊國，於其故地分置齊郡、琅邪郡。漢初劉邦封韓信為齊王，領田氏齊國故地，後徙韓信為楚王，分齊國為七郡。漢高帝六年（前201年）復置齊國，治所在臨菑縣（縣治在今山東省淄博市臨淄區齊都鎮），領七郡七十三縣，其地相當於今山東省北部、中部、膠東半島和東南沿海地區。至武帝時，齊國之地已分為十二郡國，又除齊國為齊郡，屬青州刺史部。西漢後期，齊郡僅轄十二縣，大致相當於今淄博市區東部及青州、臨朐、廣饒一帶，人口五十餘萬。王莽改齊郡為濟南郡。漢光武帝復置齊國。魏晉南北朝諸代，或置齊郡，或置齊國。北魏時齊郡屬青州，另於濟南郡之地置齊州。隋初廢齊郡。隋煬帝改齊州為齊郡，治歷城（在今濟南市城區），臨淄改屬北海郡。唐初改郡為州，廢齊郡，復置齊州。

## 建置
齊郡因齊國得名。戰國時，齊國于境內置五都，不置郡縣。臨菑城為齊國都城，“淄水又北徑其城東，城臨淄水，故名臨淄”。秦王政二十六年（前221年），秦“滅齊為郡，治臨淄”。六國既滅，秦始皇“分天下以為三十六郡”，此三十六郡之名，《史記》未載。南朝人裴駰集解史記，所擧三十六郡中有齊郡與琅邪郡。但秦代封泥有“臨菑司馬”之文，秦時司馬為邊郡屬官，因此秦在齊國中心地區應置有臨菑郡。據譚其驤考證，秦代已有濟北郡、膠東郡之名。秦代封泥又有“即墨太守”、“城陽候印”，因此臨菑、濟北、即墨、城陽、膠東等郡可能均為秦代所置。惟齊郡與臨菑等郡之關係已難以考定。

## 沿革

### 楚漢之際
秦子嬰元年（即漢元年，前206年）十月，劉邦滅秦。項羽分封諸王，以田都為齊王，都臨淄；以田市為膠東王，都即墨；以田安為濟北王，都博陽。六月，田榮起兵殺田都、田市，自立為齊王，項羽出兵北上伐齊。八月，漢王劉邦起兵出漢中，入關中，楚漢戰爭開始。漢二年（前205年），田榮兵敗。田榮弟田橫佔據城陽，立田榮之子田廣為齊王。漢四年（前203年），韓信破齊軍，逐田横，略定齊地。田廣兵敗而死，田橫退居海島。劉邦封韓信為齊王，都臨菑，為漢初異姓諸王之一。漢五年（前202年）正月，徙韓信為楚王，齊地“屬漢為四郡”，分為臨菑、濟北、膠東、琅邪四郡。二月，劉邦稱帝。

### 西漢

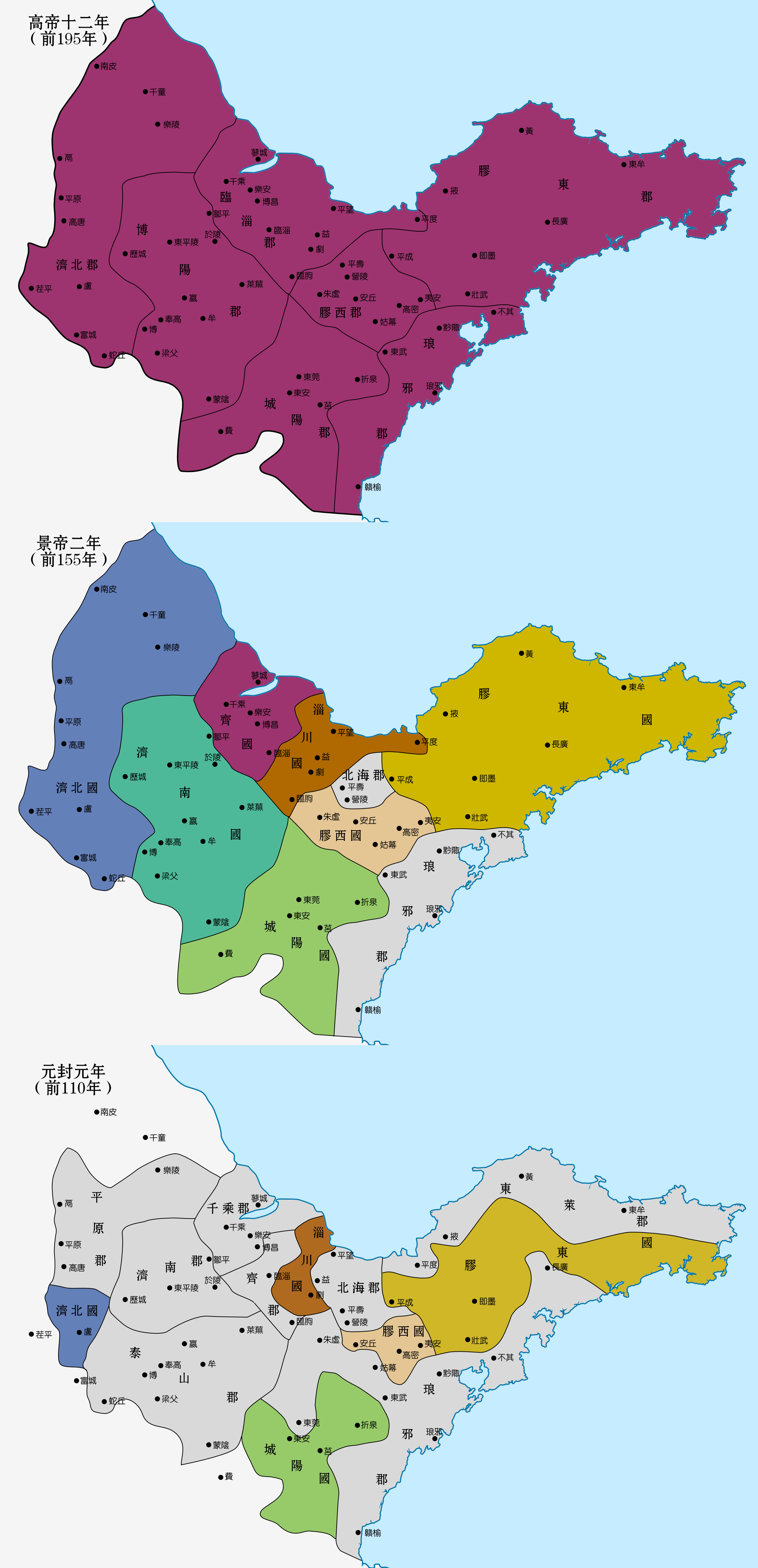
汉初齐地郡国疆域变迁示意。上：齐悼惠王时期疆域；中：景帝二年七齐、琅邪郡及新置之北海郡；下：武帝元封元年齐地各郡国。

漢高帝五年、六年間，分濟北郡置博陽郡，分琅邪郡置膠西郡、城陽郡。六年（前201年），田肯向漢高帝進言：齊國廣大，“非親子弟，莫可使王齊者”。高帝於是下詔：“齊，古之建國也。今為郡縣，其復以爲諸侯”。春正月，置齊國，立皇長子劉肥為齊王，治臨菑，領臨菑郡、博陽郡（後改稱濟南郡）、濟北郡、膠東郡、膠西郡、琅邪郡、城陽郡七郡七十三縣，“諸民能齊言者，皆與齊”。此時齊國轄境大致相當於今山東省淄博市、濟南市、濰坊市、萊蕪市、青島市、煙臺市、威海市、日照市之全境，濱州市、東營市南部（當時海平面以上），泰安市大部，德州市中南部，臨沂市、聊城市北部，江蘇省贛榆縣以及河北省滄州市中部一帶。
惠帝即位後，呂執政，開始削弱劉姓諸王勢力。惠帝二年（前193年），齊王肥懾于呂后威權，主動獻上城陽郡，以增益魯元公主（呂后女）之湯沐邑。呂后二年（前186年），割濟南郡置呂國，封吕台為王。七年（前181年），又割琅邪郡為琅邪國，封營陵侯劉澤為王。
| 前二〇一年 | 前193年 | 前181年       | 前179年 | 前178年 | 前165年 | 前164年 | 前154年 | 前153年 | 前122年 | 前48年 |
| 齊國       | 齊國    | 濟川國 (呂國) | 齊國    | 濟北國  | 濟北郡  | 濟北國  | 濟北國  | 濟北國  | 濟北國  | 泰山郡 |
| 齊國       | 齊國    | 濟川國 (呂國) | 齊國    | 濟北國  | 濟北郡  | 濟北國  | 濟北國  | 濟北國  | 泰山郡  | 泰山郡 |
| 齊國       | 齊國    | 濟川國 (呂國) | 齊國    | 濟北國  | 濟北郡  | 濟北國  | 濟北國  | 濟北國  | 平原郡  | 平原郡 |
| 齊國       | 齊國    | 濟川國 (呂國) | 齊國    | 齊國    | 濟南郡  | 濟南國  | 濟南郡  | 濟南郡  | 濟南郡  | 濟南郡 |
| 齊國       | 齊國    | 齊國          | 齊國    | 齊國    | 臨菑郡  | 齊國    | 齊國    | 齊國    | 齊郡    | 齊郡   |
| 齊國       | 齊國    | 齊國          | 齊國    | 齊國    | 臨菑郡  | 齊國    | 齊國    | 齊國    | 齊郡    | 千乘郡 |
| 齊國       | 齊國    | 齊國          | 齊國    | 齊國    | 臨菑郡  | 菑川國  | 菑川郡  | 菑川國  | 菑川國  | 菑川國 |
| 齊國       | 齊國    | 齊國          | 齊國    | 齊國    | 膠西郡  | 膠西國  | 膠西郡  | 膠西國  | 膠西國  | 高密國 |
| 齊國       | 齊國    | 齊國          | 齊國    | 齊國    | 膠西郡  | 膠西國  | 北海郡  | 北海郡  | 北海郡  | 北海郡 |
| 齊國       | 齊國    | 齊國          | 齊國    | 齊國    | 膠東郡  | 膠東國  | 膠東郡  | 膠東國  | 膠東國  | 膠東國 |
| 齊國       | 齊國    | 齊國          | 齊國    | 齊國    | 膠東郡  | 膠東國  | 膠東郡  | 東萊郡  | 東萊郡  | 東萊郡 |
| 齊國       | 齊國    | 琅邪國        | 齊國    | 齊國    | 琅邪郡  | 琅邪郡  | 琅邪郡  | 琅邪郡  | 琅邪郡  | 琅邪郡 |
| 齊國       | 城陽郡  | 城陽郡        | 齊國    | 城陽國  | 城陽郡  | 城陽國  | 城陽國  | 城陽國  | 城陽國  | 城陽國 |

呂后死後，齊王劉襄（劉肥長子）、朱虛侯劉章、東牟侯劉興居兄弟促成陳平、周勃平定了諸呂之亂。劉章、劉興居欲擁立齊王襄為帝，朝中大臣則迎立高帝子代王劉恆。文帝元年（前179年），因齊王兄弟平諸呂之功，將濟南、城陽、琅邪三郡歸還齊國，宗室諸王勢力再度強大。二年（前178年）三月，文帝採納賈誼的建議，“眾建諸侯而少其力”。分齊國之劇郡為城陽國，封劉章為王；分濟北郡為濟北國，封劉興居為王。三年（前177年），劉興居謀反，兵敗自殺，濟北國除。十二年（前168年），城陽王劉喜（劉章之子）徙封淮南，城陽郡入漢。十五年（前165年），齊王劉則薨，無嗣國除，齊國復為臨菑郡，與其餘的四個支郡（濟南、膠東、膠西、琅邪）歸屬朝廷。十六年（前164年），劉肥諸子在世者六人同日封王，以楊虛侯劉將閭為齊王，安都侯劉志為濟北王，武成侯劉賢為菑川王，白石侯劉雄渠為膠東王，平昌侯劉卬為膠西王，扐侯劉辟光為濟南王。淮南王劉喜還徙於城陽。琅邪則為漢郡。於是在高帝時齊國故地形成了七國一郡。此擧既安撫了齊悼惠王諸子，又將齊國一分爲七，降低了諸王對朝廷的威脅。
景帝即位後，御史大夫鼂錯推行削藩。景帝二年（前155年），削膠西國六縣置北海郡。又削趙國常山郡、楚國東海郡，擬削吳國會稽郡，由此引發了七國之亂。景帝三年（前154年），齊地的膠西、膠東、菑川、濟南四國起兵響應吳、楚，齊王劉將閭狐疑不決。膠西、菑川、濟南三國發兵圍困臨菑，逼迫齊王叛漢。景帝遣路中大夫使齊，令齊王堅守。後來欒布擊破三國兵，得知齊王曾與叛軍暗中交通，便欲移師伐齊。齊王劉將閭飲藥自殺。“膠東、膠西、濟南、菑川王皆伏誅，國除”。七國之亂平定後，景帝繼續削弱諸王勢力。四年（前153年），分膠東國東部置東萊郡，徙濟北王劉志為菑川王。後分濟北國北部置平原郡。
武帝元朔二年（前127年），齊王劉次昌畏主父偃之逼而自殺。以其無嗣，國除為郡。同年，割臨菑以東、齊悼惠王冢園一帶與菑川國；封菑川懿王劉志之子為臨朐侯，置臨朐侯國，屬齊郡。元狩初，分濟南郡南部置泰山郡，除濟北國為郡。元狩六年（前117年），武帝封其次子劉閎為齊王，復置齊國。元封元年（前110年），齊王閎薨，無嗣，齊國除為郡。其後分齊郡北部之千乘、博昌等十餘縣置千乘郡。元封以後，齊郡又得菑川王子侯國廣饒。元帝、成帝時，以菑川孝王子侯國北鄉、廣、平廣、臺鄉屬齊郡。此時，齊郡領十二縣，其轄境大致相當於今山東省淄博市臨淄區及張店區東部、臨朐縣、青州市、廣饒縣、博興縣東部與壽光市西北一帶。秦漢時，今東營市東營區、壽光市北部之地，尚在海平面以下，故齊郡為臨海邊郡。

#### 領縣
成帝元延、綏和之際（約前8年），齊郡領六縣、六侯國：
| 縣名     | 縣治所在地                       | 建置年代 | 王莽改名 | 備註                       |
| -------- | -------------------------------- | -------- | -------- | -------------------------- |
| 臨菑縣   | 淄博市臨淄區齊都鎮齊國故城遺址   | 前221年  | 齊陵     | 古營丘。有服官、鐵官。     |
| 昌國縣   | 淄博市張店區灃水鎮昌城村昌國遺址 |          |          | 戰國時燕昌國君樂毅之封邑。 |
| 利縣     | 濱州博興縣店子鎮利城村利城遺址   |          | 利治     |                            |
| 西安縣   | 淄博市臨淄區稷下街道西安村       |          | 東寧     |                            |
| 鉅定縣   | 東營廣饒縣中部                   |          |          |                            |
| 廣 侯國  | 濰坊青州市五里鎮下圈村           | 前33年   |          | 菑川孝王子侯國             |
| 廣饒侯國 | 東營廣饒縣東部                   | 元封以後 |          | 菑川靖王子侯國             |
| 昭南縣   | 無考                             |          |          |                            |
| 臨朐侯國 | 濰坊臨朐縣縣城東                 | 前127年  | 監朐     | 菑川懿王子侯國             |
| 北鄉侯國 | 淄博市臨淄區北部一带             | 前35年   | 禺聚     | 菑川孝王子侯國             |
| 平廣侯國 | 無考                             | 前33年   |          | 菑川孝王子侯國             |
| 臺鄉侯國 | 濰坊壽光市楊莊鄉楊家莊子西北     | 前11年   |          | 菑川孝王子侯國             |

漢武帝時，封韓說為按道侯，封李朔為涉軹侯，封朝鮮人尼谿相參為澅清侯，封趙弟為新畤侯。四地皆屬齊，則武帝時齊郡另有按道、涉軹、澅清、新畤四個侯國。

### 東漢
王莽時，改齊郡為濟南郡，改臨菑縣為齊陵縣。東漢初，齊郡為琅邪人張步所據。建武三年（27年），光武帝派光祿大夫伏隆前往齊地，拜張步為東萊太守。梁王劉永得知後，派人立張步為齊王。張步遂殺伏隆而接受齊王封號。光武帝建武五年（29年）張步降漢。東漢前期，以濟南郡之般陽縣屬齊郡，又省併鉅定、廣饒、昭南、北鄉、平廣、臺鄉六縣。建武十一年（35年），徙太原王劉章為齊王，復置齊國。十三年（37年），降齊王為齊公。十九年（43年），復為王。明帝時，分利縣屬千乘郡。章和元年（87年），貶齊王晃爲蕪湖侯，國除爲郡。永元二年（90年），蕪湖侯晃子無忌嗣立為齊王。順帝永和五年（140年），齊國領六縣：
- 臨菑縣（青州刺史部治所）
- 西安縣
- 昌國縣
- 臨朐縣
- 廣縣
- 般陽縣

獻帝建安初年，曹操分齊國之臨朐縣與琅邪郡東莞縣置東莞郡。建安十一年（206年），齊國除為郡。漢末，復置廣饒縣。

### 魏晉
魏時于齊郡置益都縣。青龙三年（235年），明帝封其養子曹芳為齊王。齊王芳于景初三年（239年）即皇帝位。同年，遷遼東郡東沓縣民渡海入齊郡，置新沓縣。正始元年（240年），徙遼東郡北豐縣民于齊郡，置新汶、南豐二縣。復置東安平縣。嘉平五年（253年）司馬師廢曹芳帝位，還封為齊王。魏末景元中，齊國領十一縣：
| - 臨淄縣（青州州治） - 西安縣 - 昌國縣 - 廣縣 - 廣饒縣 - 般陽縣 | - 益都縣 - 新沓縣 - 新汶縣 - 南豐縣 - 東安平縣 |

魏咸熙二年（265年），晉武帝代魏，改元泰始，封其弟司馬攸為齊王。以益都縣入樂安郡，廣縣入東莞郡。太康元年（280年），齊國領五縣：臨淄、西安、東安平、廣饒、昌國。齊獻王攸薨，子司馬冏嗣位。八王之亂時，齊王冏起兵討伐趙王司馬倫，奉晉惠帝乘輿反正，拜大司馬，執掌朝政。後被長沙王司馬乂攻殺，曝屍三日。齊國除為郡。
十六國時代中原喪亂，臨淄城日漸衰落。晉永嘉五年（311年），前趙將領曹嶷攻入青州，於廣縣築廣固城（今山東省青州市西），將廣縣併入臨淄，遷青州州治于廣固。永昌二年（323年），齊郡入後趙。晉元帝于廣陵僑置青州、齊郡。冉閔反趙之際，青、徐、兗州刺史紛紛歸降東晉。永和六年（350年），鮮卑段部首領段龕南下，割據青州，東晉封其為齊公。永和十二年，前燕慕容恪攻取青州，段龕降。太和五年（370年），前秦滅前燕，齊地入秦。淝水之戰之後的太元九年（384年），晉軍北伐，前秦青州刺史苻朗降，東晉收復了青州、兖州一帶，使辟閭渾以幽州刺史鎮廣固。太元十九年，燕將慕容農破廣固，齊郡入後燕。燕主慕容寳北逃後，青、徐一帶被東晉收復。隆安四年（400年），後燕宗室慕容德稱帝，在青州建立南燕，以廣固為燕都尹。義熙六年（410年），劉裕北伐，滅南燕，克復青州，齊地入晉。

### 南北朝
宋初於齊郡分置廣川郡、高陽郡。青州、臨淄縣徙治東陽城（在今青州市北關），仍以臨淄故城為齊郡治所。宋明帝泰始五年（469年），魏將慕容白曜攻克青州，齊地、淮北皆入魏。宋於鬱洲僑置齊郡，為南青州州治。南齊高帝建元元年（479年），于建康以北瓜步僑置齊郡，治臨淄，屬南青州。梁初移至上鲜。
北魏齊郡屬青州，領九縣：臨淄、昌國、益都、盤陽、平昌、廣饒、西安、安平、廣川。皇興三年（469年），以濟南郡、東魏郡、東平原郡、東清河郡、廣川郡、太原郡置齊州。北齊天保七年（556年），廢臨淄縣，以其地屬齊郡高陽縣。北周時齊郡僅領三縣：益都，昌國、廣饒，治益都。

### 隋唐
隋開皇三年（583年），罷天下諸郡，以州統縣。廢齊郡、濟南郡，其地分屬青州、齊州。開皇十六年（596年），于青州置臨淄縣、溡水縣，以貝丘縣（後更名淄川縣）置淄州。大業初，廢高陽、溡水二縣入臨淄。大業三年（607年）改齊州為齊郡，領十縣，轄原濟南郡之地，治歷城。改青州為北海郡，治益都，領臨淄、千乘、博昌、壽光、臨朐、都昌、北海、營丘、下密十縣。大業五年（609年），齊郡領十縣，有152323戶。
| 縣名   | 建置年代            | 縣治所在地                         | 備註                           |
| 歷城縣 |                     | 濟南市市區                         | 山茌縣併入。                   |
| 祝阿縣 |                     |                                    |                                |
| 臨邑縣 |                     | 德州臨邑縣                         |                                |
| 臨濟縣 | 開皇十六年（596年） | 淄博高青縣黑里寨鎮劉村臨濟故城遺址 | 原名朝陽。                     |
| 鄒平縣 | 開皇十八年（598年） |                                    | 原名平原。                     |
| 章丘縣 | 開皇十六年（596年） | 濟南章丘市                         | 原名高唐。                     |
| 長山縣 | 開皇十八年（598年） | 濱州鄒平縣長山鎮                   | 原名武強。                     |
| 高苑縣 | 大業初              | 淄博高青縣                         | 北齊曰長樂，開皇十八年改會城。 |
| 亭山縣 | 開皇六年（586年）   |                                    | 原名衛國。                     |
| 淄川縣 | 開皇十八年（598年） | 淄博市淄川區                       | 原名貝丘。                     |

唐武德元年（618年）改爲齊州，領歷城、祝阿、山茌、源陽、臨邑五縣。武德二年，以平陵、亭山、章丘、營城四縣置譚州。貞觀元年（627年），省源陽縣。以原屬譚州之平陵、臨濟、亭山、章丘四縣屬齊州。天寶元年（742年）改齊州為臨淄郡，下辖历城县、禹城县、丰齐县（今山东省济南市槐荫区段店镇古城村）、全节县（今山东省济南市历城区孙村乡全节河）、临济县、章丘县、亭山县、临邑县。天寶五年又改為濟南郡。乾元元年（758年），復為齊州。

## 人口
漢魏時，齊郡人口密度較高，主要集中在城市。漢武帝初年，郡治臨菑縣的人口多於長安縣，居全國之冠。臨菑一縣之戶數已逾十萬。主父偃云：“齊臨菑十萬戶，市租千金，人眾殷富，鉅於長安，此非天子親弟愛子不得王此。”故齊國常為開國皇帝之兄弟、長子、次子的封地。西漢後期齊郡人口逐漸減少。漢平帝元始二年（2年），齊郡有154826戶，554444人。約佔當時全國（除西域外）人口的0.96%。人口密度約為每平方公里141.15人，以今人葛劍雄的推算，居全國第九位。漢順帝永和五年（140年），齊國約有64415戶，491765人。

## 經濟
戰國時，齊國臨菑即為東方工商業中心之一。在漢代，齊郡號為“冠帶衣履天下”。臨菑與陳留襄邑（今河南睢縣一帶）為全國兩大官辦紡織業中心。西漢時，少府在臨菑設立了服官，以生産刺繡、紈素（魏晉以後謂之絹）、縑、綾為主。刺繡在漢代是非常昂貴的織品，價格在錦之上，大約是一般繒帛的二十餘倍。“齊細繡文，上價匹二萬，中萬，下五千也”。時人稱：“齊郡世刺繡，恆女無不能；襄邑俗織錦，鈍女無不巧。”齊郡出產的紈素亦知名于世，其上品為冰紈，極爲潔白細密，《文選》所收古詩《怨歌行》有“新裂齊紈素，皎潔如霜雪”之句。東漢章帝時，曾下令齊國服官“省冰紈方空彀吹綸絮”。新疆曾出土漢代齊郡出產的絹疋，標明了產地、規格，作為商品銷往西域或外國。漢元帝時，諫大夫貢禹上書說：“故時齊三服官輸物不過十笥，方今齊三服官作工各數千人，一歲費數巨萬”，足見其規模之大。
漢代齊郡制陶業也有所發展。窩托村西漢齊王陵出土的陶器主要為禮器和日用陶器。金嶺東漢齊王墓則出土了不少陶製明器，有陶樓、陶屋、陶井、圈竈等，器形高大，工藝較為複雜。
臨淄故城遺址內有多處冶鐵和鑄銅作坊遺址。漢代鐵官即設于大城東南一帶，有“齊鐵官丞”、“齊採鐵印”等封泥出土。大城東北的鑄錢遺址曾出土半兩、五銖及新莽大泉五十的錢範。

## 地志
| 書名           | 成書年代   | 作者   | 備註                                 |
| 《三齊略記》   | 晉         | 伏琛   | 諸書或引作《齊記》、《三齊記》。     |
| 《齊地記》     | 十六國南燕 | 晏謨   | 《新唐書》藝文志二卷。一作《齊記》。 |
| 《齊地記》     | 南朝       | 解道康 |                                      |
| 《三齊記》     | 北朝       | 張朏   | 《宋史》藝文志一卷。                 |
| 《青州先賢傳》 | 不詳       | 佚名   |                                      |
| 《齊乘》       | 元         | 于欽   | 六卷。清人周雨塍考證，周潛釋音。     |
| 《淄乘徵》     | 清         | 畢際有 | 一卷。                               |

## 遺跡

### 韓信嶺
韓信嶺，當地人又稱為韓信宅，在今臨淄區齊都鎮東北河崖頭村西南200米處。漢四年（203年）劉邦封韓信為齊王，相傳韓信宮殿遺址就在此處；又傳東漢初耿弇破張步，光武帝親勞其師于此。韓信嶺為正方形夯土臺基，高4米，邊長約300米，佔地約9萬平方米，四面有三層臺級。有西周晚期至漢代的文化層。

### 墓葬
臨淄城自西周初年姜太公封齊，至秦、漢、魏、晉，為國都或州郡治所凡1300餘年，城内外遺跡眾多。臨淄區境內現存不少姜齊、田齊、兩漢齊王的王陵，以及大量有封土或無封土的墓葬。在近五十年發掘的陵墓中，涉及兩漢時期的有窩托村漢齊王陵、金嶺東漢齊王墓，商王村漢墓，永流、辛店漢墓等。

#### 窩托西漢齊王陵
臨淄區大武公社窩托村（齊臨淄故城西南）南有一座西漢初年的諸侯王陵，俗稱駙馬墳、相公冢。嘉靖《青州府志》認為是戰國時人淳于髡墓。覆斗形封土，墓穴為中字形，高32米，南北長200米，東西長250米，佔地約24畝。1978年至1980年對此王陵的五個隨葬坑進行了發掘。根據出土器物和墓葬形制，初步推測墓主為齊哀王劉襄（墓室尚未發掘）。五個隨葬坑分別為器物坑、殉狗坑、兵器儀仗坑、車馬坑、兵器及器物坑，均未被盜掘。共出土禮器、兵器、樂器、儀仗器、生活日用器物12100餘件。其中五號坑出土的矩形龍紋銅鏡，長114.1cm，寬57.7cm，厚1.2cm，重56kg，是迄今中國出土的最大銅鏡。一號坑出土的鎏金熏爐、鎏金花紋銀盤、銀盒是較為少見的早期金銀器。出土的日用銅器和陶器中，有“齊大官”、“齊食官”、“南宮”、“北宮”等成組銘文。

#### 金嶺東漢齊王墓
1984年至1985年發掘的臨淄金嶺東漢齊王墓，位于金嶺鎮乙烯厰區內。封土高10.75米，為磚室墓，全長31.5米，是山東迄今發掘的最大一座磚室墓葬。墓室用磚為長方形或楔形青灰磚。長方形磚一般長48cm，寬25cm，厚12cm；楔形磚一般長48cm，寬30cm，厚12cm。多塊磚上有戳記銘文“呂都”。墓已被盜，殘存陶質冥器、銅鐵器、玉器、玉衣殘片等隨葬品百餘件。發掘者認為墓主是東漢齊煬王劉石。

### 廣固城遺址
廣固城遺址位于青州市益都鎮西北，堯王山東南。南北長約600米，東西長約800米，面積約48萬平方米。晉永嘉五年（311年）曹嶷所建，義熙六年（410年）廢，僅存百年，故遺址內存留文物很少。

## 國王、郡王及太守

### 漢代

#### 齊王
| 姓名   | 諡號     | 在位時間         | 備註                               |
| 韓信   |          | 前203年至前202年 | 始封齊王，後徙封楚王，再貶為淮陰侯 |
| 劉肥   | 齊悼惠王 | 前201年至前189年 | 漢高帝長子                         |
| 劉襄   | 齊哀王   | 前189年至前179年 | 齊悼惠王太子                       |
| 劉則   | 齊文王   | 前179年至前165年 | 齊哀王太子，無嗣，國除為郡         |
| 劉將閭 | 齊孝王   | 前164年至前154年 | 齊悼惠王子                         |
| 劉壽   | 齊懿王   | 前154年至前131年 | 齊孝王太子                         |
| 劉次昌 | 齊厲王   | 前131年至前127年 | 齊懿王太子，無嗣，國除為郡         |
| 劉閎   | 齊懷王   | 前117年至前110年 | 漢武帝次子，無嗣，國除為郡         |

| 姓名   | 諡號   | 在位時間     | 備註                                       |
| 劉縯   | 齊武王 | 無           | 漢光武帝長兄，建武十五年追諡為齊武王       |
| 劉章   | 齊哀王 | 35年至46年   | 劉縯長子，建武二年封太原王，十一年徙封齊王 |
| 劉石   | 齊煬王 | 46年至70年   | 齊哀王長子                                 |
| 劉晃   |        | 70年至87年   | 齊煬王子，章帝章和元年貶為蕪湖侯，國除     |
| 劉無忌 | 齊惠王 | 90年至142年  | 蕪湖侯晃子，和帝永元二年嗣立為齊王         |
| 劉喜   | 齊頃王 | 142年至147年 | 齊惠王子                                   |
| 劉承   |        | 147年至206年 | 齊頃王子，建安十一年（206年）國除          |

#### 齊相
- 曹參，沛人。漢高帝六年（前201年）為齊左丞相，以黃老之術治齊九年。惠帝二年（前193年）為漢丞相。[54]
- 傅寬，魏人。漢初從韓信破齊軍，封陽陵侯。齊悼惠王初為齊右丞相、齊相。後為代相、漢丞相。[55]
- 齊壽[56]，呂后元年在任。[57]
- 召平，呂末年在任。呂后八年（前180年）自殺。[58]
- 駟鈞，齊悼惠王之弟，召平死後為齊相。[58]
- 袁盎，《漢書》作爰盎，字絲，楚人。文帝時相齊。[59]
- 牛抵，景帝末年在任。[60]
- 主父偃，齊臨菑人。武帝元封中相齊。元封三年以罪誅。[61]
- 卜式，河南人。元鼎中在任。六年（前111年），為御史大夫。[62]
- 石慶，河內溫人，石奮之子。武帝初年相齊，大治，百姓立石相祠。[63]
- 柳隗，河東人。不知何時。[64]
- 董竝，陳郡圉人。大約光武帝、明帝時在任。[65]
- 周紆，字文通，下邳人。永平末在任。[66]
- 杜度，杜陵人。章帝時在任。[67]
- 丁牧，章帝、和帝之際在任。[68]
- 曹成，字子殻，扶風人。安帝時在任。[69]
- 吳祐，字季英，陳留長垣人。順帝、桓帝時在任。[70]
- 王暢，字叔茂，山陽高平人。桓帝初在任。[71]
- 橋玄，字公祖，梁國雎陽人。桓帝中葉在任。[72]

#### 齊郡太守
文獻所載漢代齊郡太守僅二人：
- 京房，漢昭帝時齊郡太守[73]。此人與著有《京氏易傳》的京房並非同一人。
- 徐宣，汉献帝建安年间曹操所置齊郡太守[74]。

### 魏晉南北朝隋唐
- 曹芳 （235年至239年、254年至265年在位），魏明帝養子，青龙三年封齊王。景初三年即皇帝位。嘉平六年被司馬師所廢，貶為齊王。入晉後降封邵陵縣公，諡曰厲公。

| 姓名     | 諡號     | 在位時間                       | 備註                                                 |
| 司馬攸   | 齊獻王   | 265年至283年                   | 司馬昭次子、晉武帝弟，過繼為司馬師之子。             |
| 司馬冏   | 齊武閔王 | 283年至302年                   | 齊獻王子，八王之亂中為司馬乂所殺，國除。             |
| 司馬超   |          | 306年至311年                   | 齊武閔王子，惠帝光熙元年嗣位。永嘉五年沒于劉聰。     |
| 司馬柔之 |          | 晉太元年間至 元興元年（402年） | 南頓王司馬宗子。孝武帝太元中襲封齊王，奉司馬攸之祀。 |
| 司馬建之 |          | 402年至420年                   | 司馬柔之之子。劉裕代晉，國除。                       |

- 刁藪，勃海饒安人，晉齊郡太守。[76]
- 崔逞，前秦苻堅時齊郡太守。[77]
- 王誕，琅邪臨沂人，東晉義熙中從劉裕北伐，為齊郡太守。[78]
- 龐秀之，宋元嘉末為齊郡太守。[79]
- 胡景世，豫章南昌人，宋元嘉末為齊郡太守，後于龐秀之。[80]
- 劉懷慰，齊建武中在任。南齊首任齊郡太守。

| 姓名 | 諡號     | 在位時間     | 備註                                                           |
| 元簡 | 齊郡順王 | 481年至499年 | 文成帝子。                                                     |
| 元祐 | 齊郡敬王 | 501年至517年 | 齊郡順王子。                                                   |
| 元溫 |          | ?至528年     | 死于河陰之變。                                                 |
| 高洋 | 齊文宣帝 | 550年        | 武定八年正月進位齊郡王，三月進封齊王，五月受禪稱帝，建立北齊。 |

- 楊暕（604年至618年在位），隋煬帝次子，封齊王，為宇文化及所殺。[85]
- 卢奂，天宝初年担任临淄郡太守[86]

## 人物
- 田何，齊國田氏後裔，後徙杜陵，號杜田生。治周易，漢初治易學者多出其門下。[87]
- 浮丘伯，齊人，治齊詩。弟子有申公、楚元王。[87]
- 婁敬，齊人。向劉邦提出定都關中、和親匈奴、徙六國豪族實關中三策，拜郎中，賜姓劉，封建信侯。
- 淳于意，齊臨菑人。漢文帝時名醫，為太倉長，世稱倉公。
- 鄒陽，齊臨菑人。文、景時文學之士。為吳王濞、梁王武門客，有《諫吳王書》、《獄中上梁王書》。[88]
- 轅固生，齊人，景帝時博士，治齊詩。[87]
- 胡毋生，齊人，景帝時春秋公羊學博士，與董仲舒同業。[87]
- 嚴安，齊臨菑人，武帝時為丞相史、騎馬令。[89]
- 徐伯，齊人。武帝時修建漕渠。[90]
- 王朝，齊人。武帝時為右內史（京兆尹），與朱買臣誣陷張湯致其死。[91]
- 主父偃，齊臨菑人，武帝時為中大夫、齊相。
- □延年，齊人，其姓失載。武帝時上書建議開鑿人工河道，使黃河由山西北部直入渤海，以絕關東水患。[92]
- 田延年，齊國田氏後裔，漢昭帝時為河東太守、大司農。封陽城侯。[93]
- 周堪，漢元帝時為光祿勳。師從夏侯勝，治尚書。[87]
- 樓護，齊人，漢成帝時為王氏五侯門客，歷諫大夫、天水太守、廣漢太守。新莽封息乡侯。[94]
- 甘忠可，漢成帝時方士，著有《天官曆包元太平經》。[95]
- 江革，字次翁，齊郡臨菑人。事母至孝，世稱江巨孝，為二十四孝之一。官至諫議大夫。[96]
- 左思，齊臨菑人，西晉文學家。